# Godefroy Engelmann

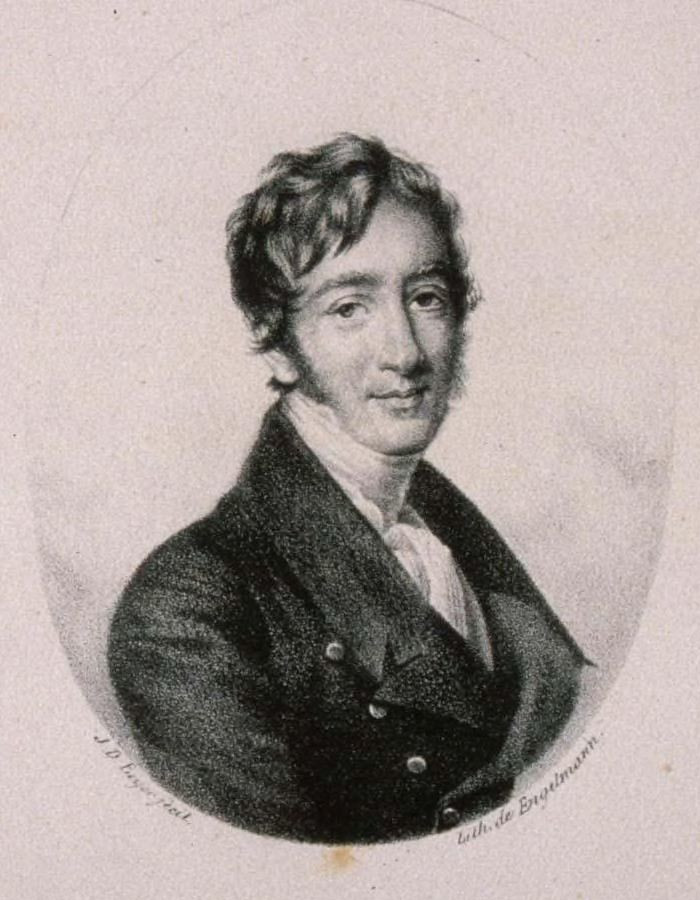
Godefroy Engelmann

Godefroy Engelmann (oder Gottfried Engelmann; * 17. August 1788 in Mülhausen; † 25. April 1839 ebenda) war ein französischer Lithograf.

## Leben
Godefroy Engelmann war der Sohn eines Mülhausener Großhändlers, aus seiner Familie stammten zwei Bürgermeister dieser Stadt. Er wurde in der französischsprachigen Schweiz, in La Rochelle, Bordeaux und Paris ausgebildet und vervollkommnete seine Kenntnisse der Kunst des Steindrucks 1813/14 in München bei Ferdinand Piloty, Josef Anton Selb, Johann Nepomuk Strixner und Johann Baptist Stuntz, ehe er mit einer Lithografenausrüstung in seine Heimat zurückkehrte. 
1816 richtete Engelmann, der seit 1809 mit der Tochter eines Kattunfabrikanten aus Mülhausen verheiratet war, in Paris in der Rue Casette 18 eine lithographische Anstalt ein, nachdem die Société d’Encouragement einige seiner 1815 eingeschickten Blätter sehr gelobt hatte. Er produzierte dort, ermutigt etwa durch Pierre Antoine Mongin, vor allem Künstlerlithografien nach Werken von Horace Vernet, Evariste Fragonard und vielen anderen.
Engelmann ließ 1837 sein Verfahren der Chromolithografie patentieren, das es erlaubte, hoch aufgelöste und detaillierte bunte Illustrationen und Plakate zu drucken. Es zeichnete sich gegenüber dem bereits bestehenden Verfahren farbiger Lithografie dadurch aus, dass er das Bild analytisch in die Grundfarben zerlegte und so den Druck theoretisch mit nur vier Platten ausführen konnte. Dennoch wurden auch später Farblithografien mit bis zu 21 Platten gedruckt. Das Verfahren wurde bis in die 1930er Jahre von zahlreichen Verlagen genutzt.
Zu den von Engelmann gedruckten Buchillustrationen gehören die 100 Bilder in Malerische Reise in Brasilien von Johann Moritz Rugendas.
1848 wurde Godefroy Engelmann in New York zum Ehrenmitglied (Honorary NA) der National Academy of Design gewählt.

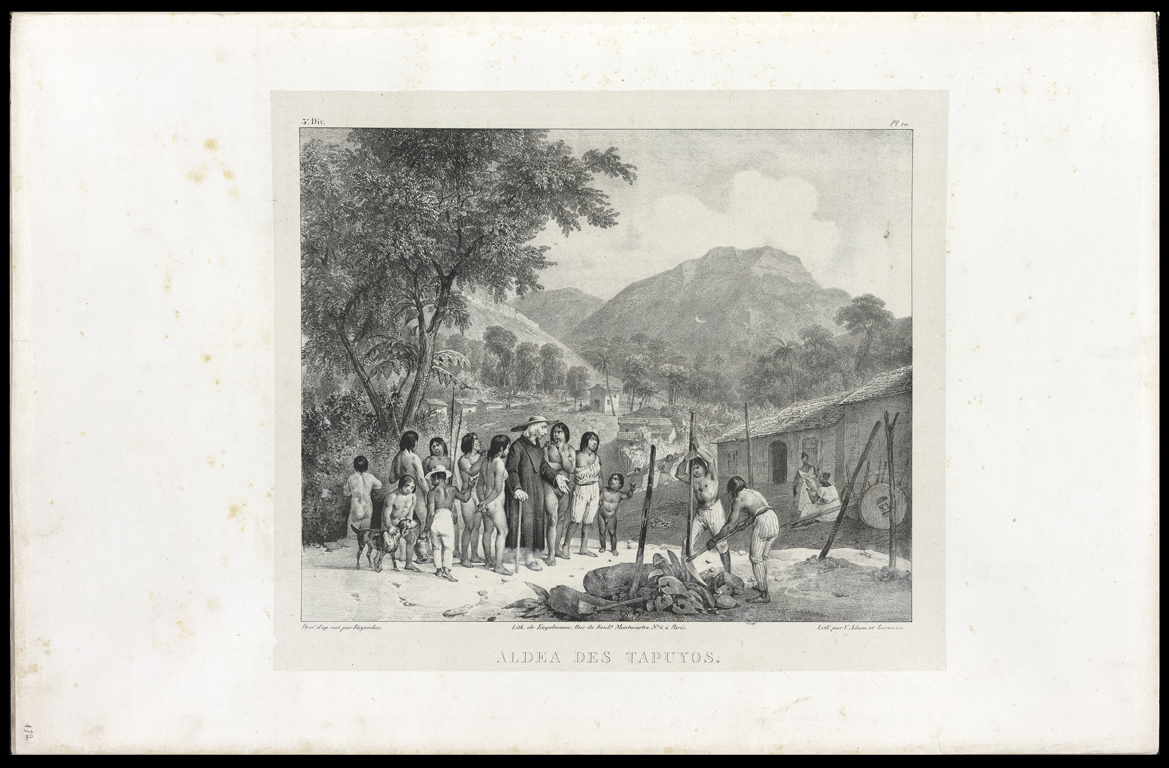
Tapuyaindianer
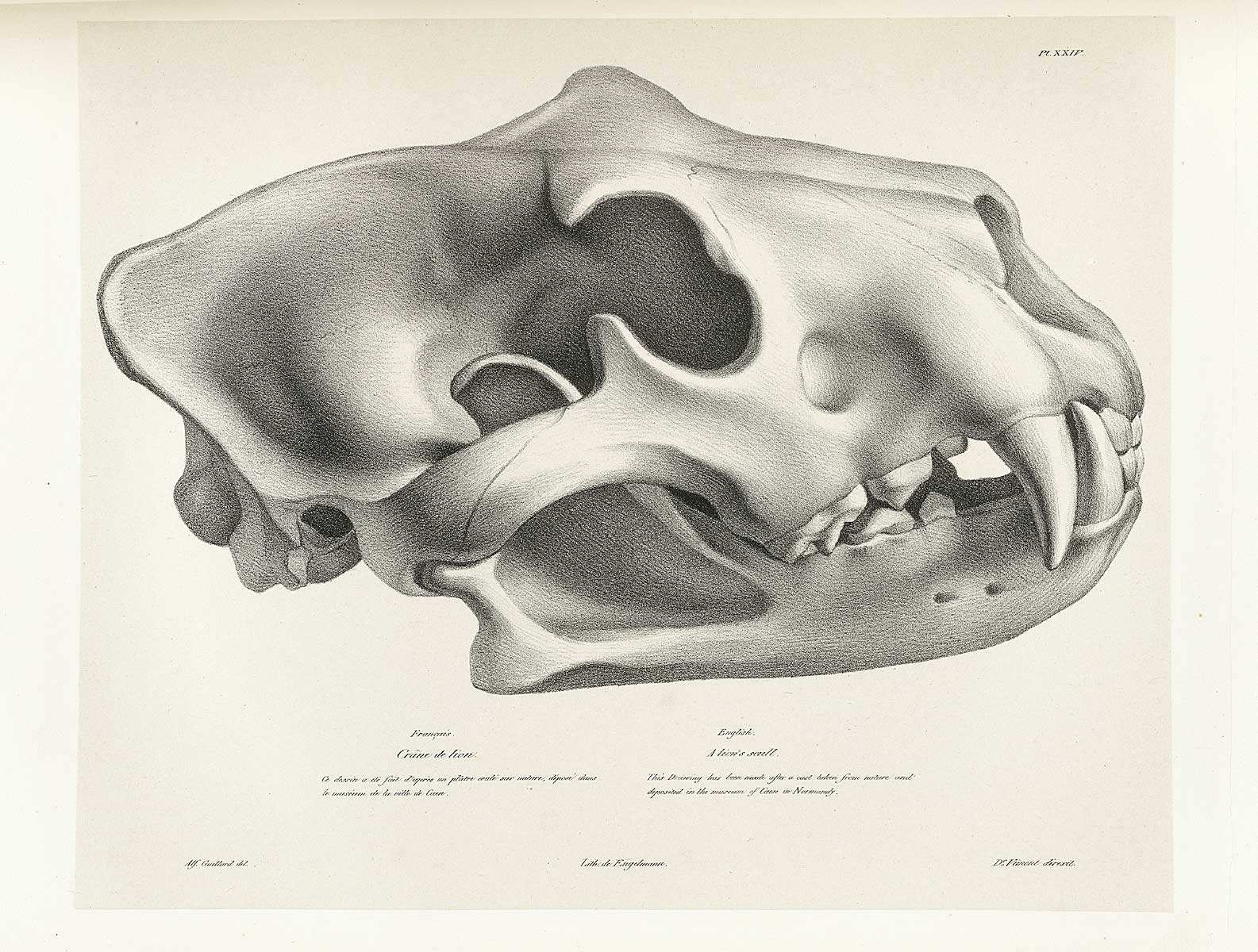
Darstellung aus Vimonts phrenologischem Werk
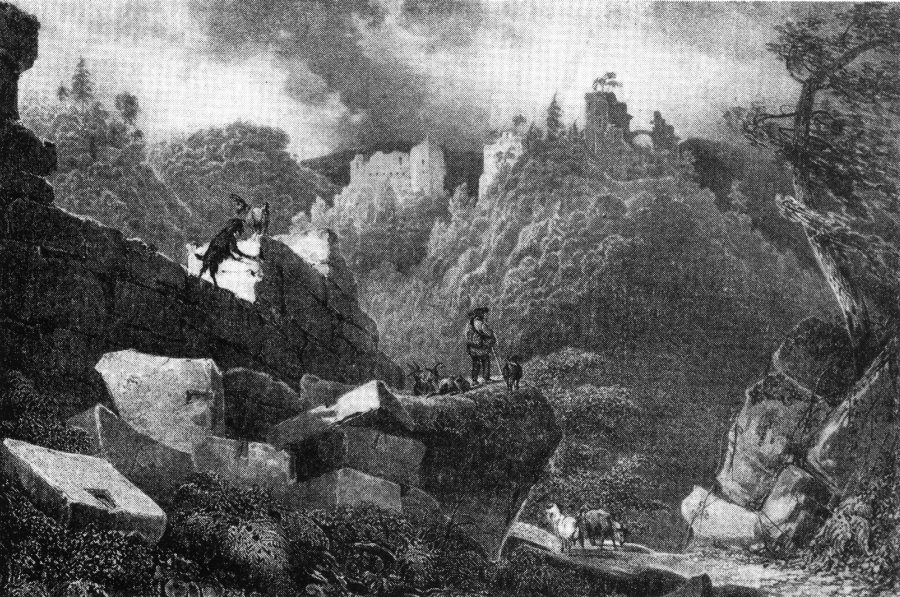
Burg Dreistein im Elsass nach einem Gemälde von Bichebois